# Euidotea bakeri
Euidotea bakeri là một loài chân đều trong họ Idoteidae. Loài này được Collinge miêu tả khoa học năm 1917.